# Царство Флоры
«Царство Флоры» — картина французского художника Никола Пуссена, написанная в 1631 году. Сюжет навеян античными мифами, а также произведениями Овидия «Фасты» и «Метаморфозы». В центре полотна — древнеримская богиня цветов, плодов и весны Флора, вокруг неё — герои, которые, согласно преданиям, умирая, превратились в растения: Нарцисс, Клития, Аякс, Адонис, Гиацинт, Смилака и Крокус. Несмотря на явную драматичность судеб персонажей, картина написана не в мрачных тонах, наоборот, она излучает свет; мир на полотне освещает улыбка Флоры и сияние, исходящее от колесницы Аполлона. Художник изобразил не торжество смерти, но торжество жизни. Герои не умирают, а превращаются в красивоцветущие растения, возрождаются в новом качестве.
«Царство Флоры» — парная картина к полотну «Чума в Азоте» (Лувр, Париж). Обе были созданы по заказу сицилийца Фабрицио Вальгуарнеры. В 1716 году барон Раймон Ле Пла приобрёл «Царство Флоры» в Париже для курфюрста Саксонии Августа Сильного. Позже она стала частью собрания Дрезденской галереи. В 1945 вместе с другими картинами галереи была вывезена в Советский Союз. Хранилась в Москве в ГМИИ им. А. С. Пушкина. В 1955 году была возвращена Германии.

## Сюжет
Овидий в поэме-календаре «Фасты» (Кн. V, ст. 195—395) рассказывает о нимфе весны и цветов Хлориде: она жила «на блаженных полях», была очень хороша собой; однажды на неё обратил внимание бог западного ветра Зефир. Хлорида попыталась скрыться от него, но Зефир её настиг и овладел ею («Он полетел за мной: был он сильнее меня. Право девиц похищать Борей ему дал»). После насилия Зефир сделал Хлориду своей женой, превратив её из нимфы в блистательную богиню цветов, расцвета, весны и полевых плодов («Всё же насилье Зефир оправдал, меня сделав супругой»). В качестве свадебного подарка Флора получила сад, который Зефир украсил цветами. В этом саду она создала из крови Гиацинта цветок, «жалобный возглас его на лепестках начертав». Далее в поэме рассказывается о других героях, чьи имена Флора сохранила «на грядах цветочных» — Нарцисс, Крокус, Аттис, Адонис и др. — «всех, кто за раны свои славу во мне получил».
Искусствоведы называют и другие произведения, из которых Пуссен черпал вдохновение для своей картины: «Метаморфозы» Овидия, а также «Адонис», «Роза» и «Европа» Джамбатисты Марино. Однако ни один источник не отражает в полной мере особенности картины, которую следует рассматривать скорее как визуальную сборку историй, чем как иллюстрацию какого-то конкретного литературного отрывка.

## Описание
«Царство Флоры» написана маслом на холсте 132 х 181,4 см в 1631 году. Картина относится к первому римскому периоду (1624—1640) Никола Пуссена. В центральной её части изображена богиня цветов Флора, танцующая вместе с путти. На ней струящееся тёмно-зелёное платье и сандалии. Её золотистые волосы развеваются в ритме грациозного танца. Левой рукой она поддерживает платье, а правой осыпает персонажей цветами, которые словно рождаются из её пальцев. Флору окружают фигуры, которые, согласно мифам, после смерти были превращены в цветы. В левой части полотна обнажённый герой Троянской войны Аякс протыкает себя мечом. По преданию, он сошёл с ума из-за Афродиты, изрубил мечом стадо быков, а когда пришёл в себя, не смог вынести позора и покончил с собой (по другой версии он обезумел после того, как лишился доспехов убитого Ахиллеса; возможно, именно эти доспехи находятся за Аяксом). Из капель его крови произросли гвоздики (на картине белый цветок распустился у рукоятки меча).
Справа от Аякса располагается коленопреклонённый Нарцисс, любующийся своим отражением в сосуде с водой, украшенным цветком нарцисса. Сосуд поддерживает женская фигура, которую иногда ассоциируют с нимфой Эхо. За Нарциссом художник расположил Клитию. Согласно мифам, она влюбилась в бога солнца, но была отвергнута им, после чего зачахла и превратилась в цветок гелиотроп («Только смотрела, за ним головой неизменно вращая. И, говорят, к земле приросла…»). На картине она пристально смотрит на Аполлона в колеснице, прикрывая глаза рукою от его яркого света. Художник отождествил её с подсолнухом (цветы находятся в корзине за героиней), который, подобно Клитии, поворачивает свою голову-соцветие следуя за движением солнца.

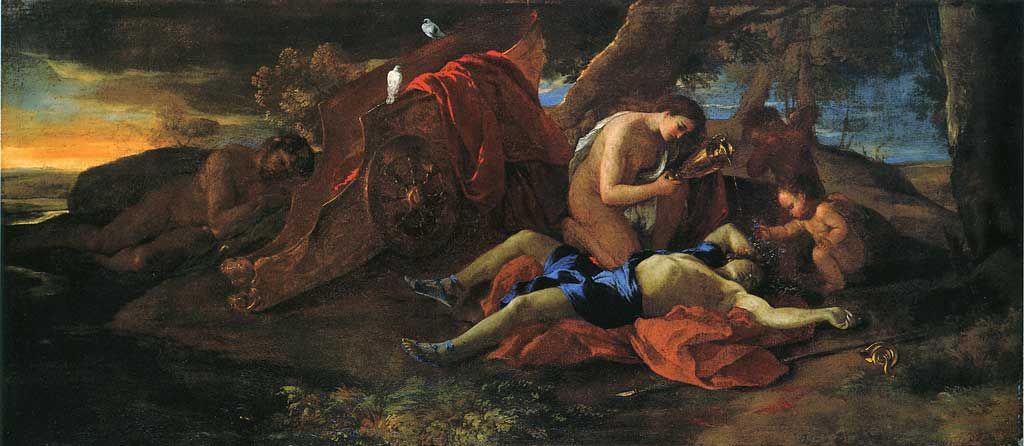
Венера и Адонис. 1625. Холст, масло, 57 х 128 см. Музей изобразительных искусств, Кан

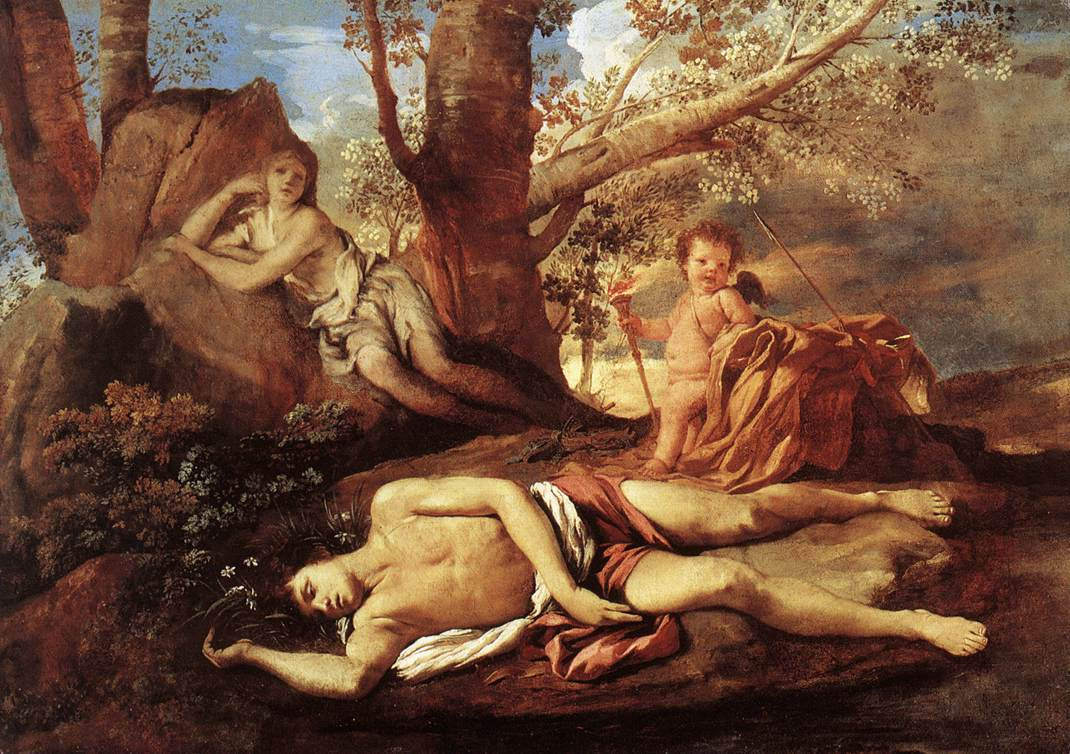
Нарцисс и Эхо. Ок. 1630. Холст, масло, 74 х 100 см. Лувр, Париж (инв. № 7297)

В правом углу Пуссен изобразил Крокуса и нимфу Смилаку (Смилакс). Крокус был безответно влюблён в неё. Чтобы прервать страдания юноши, боги превратили его в красивоцветущее растение, которое стало называться крокусом, а Смилаку во вьюнок (сегодня её имя носит семейство растений Смилаксовых, состоящее из 370 видов и 3 родов, однако вьюнок к нему не относится); по другой версии Крокус и Смилака превратились в цветы после трагической гибели. За ними со своими собаками стоит Адонис. На охоте на Идалийской горе его смертельно ранил в бедро вепрь. По воле его возлюбленной Афродиты он был превращён в анемон. На картине «Царство Флоры» Адонис, опираясь на копьё, отодвигает в сторону плащ, чтобы посмотреть на рану, из которой уже прорастают цветы.
Рядом с Адонисом, поднимая руку к своей раненной голове, стоит обнажённый Гиацинт. Согласно греческой мифологии, он отличался необычайной красотой, благодаря чему в него влюбились бог солнца Аполлон и бог ветра Зефир. Однажды, соревнуясь в метании диска, Аполлон случайно смертельно ранил Гиацинта этим снарядом (по другой версии из ревности Зефир специально направил ветер так, чтобы диск Аполлона попал ему в голову). На картине Пуссена Гиацинт любуется цветами, в которые бог света вскоре превратит своего любимца. Сам Аполлон изображён в облаках, где он управляет колесницей, проносящейся через зодиакальное кольцо — символ времени.
Действие картины разворачивается на фоне перголы (навеса из вьющихся растений) — типичного атрибута сада того времени. В левой части полотна видна герма бога плодородия, полей и садов Приапа, отсылающая к овидиевым «Фастам», где и описан сад Флоры. Герма украшена венками цветов; за ней располагается алтарь со сценами вакханалий, также украшенный цветами.
Несмотря на драматическую судьбу персонажей, картина Пуссена написана в светлых тонах. Художник предпочёл не изображать трагическую развязку с умирающими героями на земле, как, например, в картинах «Венера и Адонис» или «Нарцисс и Эхо» (см. иллюстрации), наоборот, он отказался от тёмных тонов в пользу светлой палитры зелёных, голубых, жемчужно-палевых и охристых тонов. Полотно насыщено светом, он исходит и от самой Флоры и от колесницы Аполлона. Цветовое и композиционные решения создают ощущение спокойствия и гармонии. Картина «Царство Флоры» — торжество жизни, а не смерти: герои не умирают, а через метаморфозу превращаются в цветы, возрождаясь к жизни в новом качестве, о чём в «Метаморфозах» писал Овидий («изменяется всё, но не гибнет ничто»). Английский историк и теоретик искусства Энтони Блант отмечает: «Эта интерпретация объясняет настроение картины, на первый взгляд загадочное потому, что хотя каждая рассказанная здесь индивидуальная история кончается трагически, общее чувство, царящее в картине, — чувство покоя и даже счастья». С Э. Блантом согласна старший научный сотрудник Отдела старых мастеров ГМИИ им. А. С. Пушкина Анна Сулимова, которая считает, что «история о происхождении цветов стала живописной „поэмой“ о рождении и смерти, перевоплощении и воскрешении, гимном мудрому устройству мироздания». Михаил Алпатов обращает внимание на противопоставление статичной мраморной гермы, тёмной скалы и ствола дерева движению людей; он считает, что в картине образно раскрыта причастность человека к жизни природы. При этом доктор искусствоведения Юрий Золотов замечает, что: «Вряд ли правильно превращать Пуссена в иллюстратора чьих бы то ни было философских тезисов». Ю. Золотов считает, что в основе таких картин, как «Царство Флоры» — стремление к душевному равновесию, стремление возвыситься над низменным и преходящим.

## История

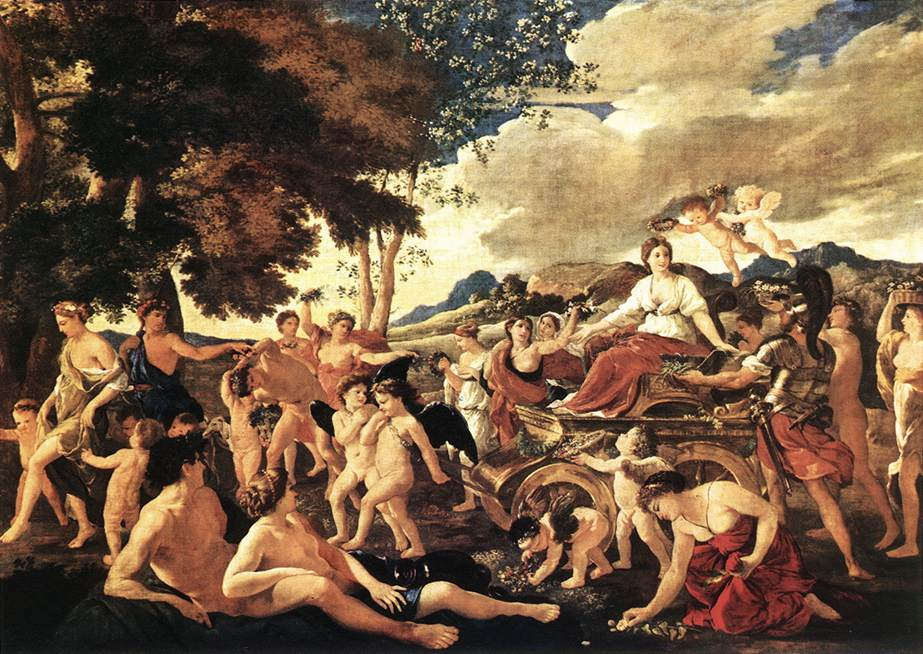
Триумф Флоры. 1627. Холст, масло, 165 х 207 см. Лувр, Париж (инв. № 7298)

Царство Флоры (подготовительный рисунок). Ок. 1627. Перо, коричневые чернила, бумага, 21,1 х 29,1 см. Королевская библиотека в Виндзоре, Великобритания (инв. № RCIN 911983)

К теме Флоры и сада цветов Пуссен впервые обратился около 1627 года. Для кардинала Луиджи Омодеи он написал картину «Триумф Флоры» (Лувр, Париж), на которой богиня цветов возглавляет процессию на своей колеснице. Вокруг неё — герои мифов, превратившиеся впоследствии в цветы. К этому же времени относится и подготовительный рисунок для «Царства Флоры», ныне хранящийся в Королевской библиотеке в Виндзоре (Великобритания) и в частной коллекции в Париже. На нём художник наметил все основные элементы будущего полотна: перголу, герму Приапа, Аякса, падающего на свой меч, Клитию, смотрящую на солнце, Нарцисса, любующегося своим отражением и других персонажей. Основное отличие от картины — фигура Флоры. На подготовительном рисунке она также танцует с путти, поддерживая обеими руками подол платья, её голова опущена. На полотне же художник развернул Флору в танце так, чтобы зритель видел её лицо и улыбку; одной рукой она держит подол платья, а в другой — гроздь цветов.
«Царство Флоры» составляет пару к полотну «Чума в Азоте» (Лувр, Париж). Обе картины были созданы по заказу сицилийца Фабрицио Вальгуарнеры. В 1631 году его посадили в тюрьму, где он умер годом позже за кражу в Испании бриллиантов. Так как часть денег от продажи драгоценностей была потрачена на приобретение произведений искусства, в том числе картин Пуссена, в документах судебного процесса упоминается гонорар, уплаченный художнику. Так, за «Чуму в Азоте» ему заплатили 110 скуди, а за «Царство Флоры» — 100 скуди. Из этих же документов следует, что заказчик называл картину «Весна», а сам художник — «Сад цветов». После смерти Вальгуарнеры картина несколько раз меняла владельцев, пока в 1716 году её не купил в Париже барон Раймон Ле Пла для курфюрста Саксонии Августа Сильного. Сначала она выставлялась во дворце курфюрста, затем в пристроенном к нему помещении на Ноймаркте (Новом рынке), а с 1854 года — во дворцовом комплексе Цвингер (Дрезденская картинная галерея).
В 1939 году, в условиях начавшейся Второй мировой Войны, экспонаты галереи были перемещены в заминированные шахты и специальные укрытия в окрестностях города. В 1945 году советские войска нашли и разминировали 58 тайников со спрятанными картинами. Впоследствии полотна были вывезены в СССР, где они хранились в Москве в Государственном музее изобразительных искусств (ГМИИ) им. А. С. Пушкина. Среди 1240 картин была и «Царство Флоры» Пуссена. В 1955 году в ходе визита правительственной делегации СССР в Германскую Демократическую Республику было принято решение вернуть экспонаты в Дрезден.
В ГМИИ им. Пушкина в срочном порядке была организована своеобразная выставка-прощание с шедеврами. По воспоминаниям директора музея Ирины Антоновой: «31 марта 1955 года музей получил извещение о том, что дрезденскую коллекцию вернут, а 2 мая уже открылась выставка картин Дрезденской галереи. С начала мая по 25 августа через неё, работавшую с полвосьмого утра до одиннадцати вечера, прошло около 1,2 млн зрителей. А в ноябре все работы вернулись домой — в Дрезден». В 2015 году к 60-летию «Выставки картин Дрезденской галереи» в ГМИИ им. А. С. Пушкина состоялась экспозиция одной картины — «Царство Флоры» Пуссена, специально привезённой по этому случаю из Дрездена.